# Karen Bridge
Karen S. Bridge (* 27. März 1960; † 19. Juni 2020, verheiratete Karen Beckman) war eine englische Badmintonspielerin. 

## Karriere
Nach zwei Titeln bei der Junioren-Europameisterschaft 1977 siegte sie bereits ein Jahr später bei den Erwachsenen mit dem englischen Team. Bei der Weltmeisterschaft 1980 gewann sie Bronze im Damendoppel mit Barbara Sutton. 1982 gab es noch einmal Silber im Einzel bei der Europameisterschaft, 1984 Silber im Doppel sowie Bronze in Einzel und 1986 Silber im Doppel.

## Erfolge
| Saison | Veranstaltung                             | Disziplin   | Platz | Name |
| ------ | ----------------------------------------- | ----------- | ----- | --- |
| 1975   | Junioren-Europameisterschaft              | Damendoppel | 3     | Paula Kilvington / Karen Bridge |
| 1976   | England: Einzelmeisterschaft der Junioren | Damendoppel | 1     | Karen Bridge / R. Heywood |
| 1976   | England: Einzelmeisterschaft der Junioren | Dameneinzel | 1     | Karen Bridge |
| 1977   | England: Einzelmeisterschaft der Junioren | Damendoppel | 1     | Karen Bridge / Karen Puttick |
| 1977   | England: Einzelmeisterschaft der Junioren | Dameneinzel | 1     | Karen Bridge |
| 1977   | England: Einzelmeisterschaft der Junioren | Mixed       | 1     | Kevin Jolly / Karen Bridge |
| 1977   | Junioren-Europameisterschaft              | Damendoppel | 1     | Karen Bridge / Karen Puttick |
| 1977   | Junioren-Europameisterschaft              | Dameneinzel | 1     | Karen Bridge |
| 1977   | Junioren-Europameisterschaft              | Mixed       | 2     | Kevin Jolly / Karen Bridge |
| 1977   | Portugal International                    | Mixed       | 1     | Tim Stokes / Karen Bridge |
| 1977   | Portugal International                    | Dameneinzel | 1     | Karen Bridge |
| 1977   | Portugal International                    | Damendoppel | 1     | Karen Bridge / Anne Statt |
| 1978   | England: Einzelmeisterschaft der Junioren | Mixed       | 1     | Andy Goode / Karen Bridge |
| 1978   | England: Einzelmeisterschaft der Junioren | Damendoppel | 1     | Karen Bridge / Gillian Clark |
| 1978   | England: Einzelmeisterschaft der Junioren | Dameneinzel | 1     | Karen Bridge |
| 1978   | Europameisterschaft                       | Mannschaft  | 1     | England (Ray Stevens, Mike Tredgett, Derek Talbot, Karen Bridge, Jane Webster, Nora Perry, Barbara Sutton, Anne Statt, Gillian Gilks, Susan Whetnall) |
| 1979   | English Invitation Singles Tournament     | Dameneinzel | 1     | Karen Bridge |
| 1979   | Northern Championships                    | Dameneinzel | 1     | Karen Bridge |
| 1980   | Weltmeisterschaft                         | Damendoppel | 3     | Karen Bridge / Barbara Sutton |
| 1980   | Scottish Open                             | Damendoppel | 1     | Karen Bridge / Paula Kilvington |
| 1981   | England: Einzelmeisterschaften            | Damendoppel | 1     | Karen Bridge / Barbara Sutton |
| 1981   | Victor Cup                                | Dameneinzel | 1     | Karen Bridge |
| 1983   | Welsh International                       | Dameneinzel | 1     | Karen Bridge |
| 1982   | Europameisterschaft                       | Dameneinzel | 2     | Karen Bridge |
| 1983   | Scottish Open                             | Damendoppel | 1     | Karen Beckman / Barbara Sutton |
| 1983   | Canadian Open                             | Damendoppel | 1     | Sally Podger / Karen Beckman |
| 1983   | England: Einzelmeisterschaften            | Dameneinzel | 1     | Karen Beckman |
| 1984   | Europameisterschaft                       | Dameneinzel | 3     | Karen Beckman |
| 1984   | Europameisterschaft                       | Damendoppel | 2     | Karen Beckman / Gillian Gilks |
| 1984   | Thailand Open                             | Damendoppel | 1     | Gillian Gilks / Karen Beckman |
| 1984   | German Open                               | Dameneinzel | 1     | Karen Beckman |
| 1984   | Japan Open                                | Damendoppel | 1     | Karen Beckman / Gillian Gilks |
| 1984   | Dutch Open                                | Damendoppel | 1     | Gillian Gilks / Karen Beckman |
| 1984   | German Open                               | Damendoppel | 1     | Gillian Gilks / Karen Beckman |
| 1985   | Welsh International                       | Damendoppel | 1     | Karen Beckman / Sara Halsall |
| 1986   | Welsh International                       | Damendoppel | 1     | Karen Beckman / Sara Halsall |
| 1986   | Europameisterschaft                       | Damendoppel | 3     | Karen Beckman / Sara Halsall |